# Robert Purz
Robert Purz  (* 5. Mai 1909 in Wien; † 17. Mai 1981) war ein österreichischer Fußballspieler.

## Karriere

### Verein
Purz bestritt vom 1. November 1929 bis 14. November 1942 250 Punktspiele für den Wiener Sport-Club und erzielte in diesen drei Tore. Sein Debüt am 7. Spieltag wurde in der vom Wiener Fußball-Verband organisierten I. Liga beim Wiener AC mit 1:3 verloren. Sein erstes Punktspieltor erzielte er am 12. November 1929 (8. Spieltag) beim 3:3-Unentschieden im Heimspiel gegen den Floridsdorfer AC mit dem Treffer zur 1:0-Führung in der neunten Minute. Gegen diesen Verein gelang ihm im Heimspiel am 4. März 1934 (14. Spieltag) der Ausgleichstreffer zum 1:1-Endstand in der 71. Minute per Freistoß. Sein letztes Tor in seiner 13 Jahre währenden Karriere erzielte er am 15. Oktober 1939 (3. Spieltag) beim 8:0-Sieg im Heimspiel gegen die Amateure-Fiat Wien mit dem Treffer zum 7:0 in der 65. Minute per Strafstoß. In seinem letzten Einsatz für den Wiener Sport-Club wurde das Punktspiel in der Sportbereichsklasse Donau-Alpenland (seit 1941 Nachfolger der Gauliga Ostmark, als eine von 17, später auf 23 aufgestockten Gauligen zur Zeit des Nationalsozialismus als einheitlich höchste Spielklasse im Deutschen Reich bedingt durch den 1938 erfolgten Anschluss Österreichs) auf der Spielstätte der SG Reichsbahn Wien mit 3:1 gewonnen.
Des Weiteren bestritt er vom 19. Januar 1930 bis zum 26. Mai 1938 samt notwendig gewordenen Wiederholungsspielen im Wettbewerb um den Wiener Pokal (bis 1935) bzw. um den ÖFB-Cup, insgesamt 44 Pokalspiele. Sein letztes Pokalspiel war das mit 0:1 verlorene Finale gegen den Wiener AC. Vom 6. November 1938 bis zum 11. Dezember 1938 bestritt er seine ersten drei Spiele um den Tschammerpokal. Vom 16. April bis zum 6. Mai 1939 bestritt er drei Pokalspiele in der, der 1. Schlussrunde vorangegangenen Hauptrunde ausschließlich mit Ostmark-Beteiligung. Im Jahr 1940 bestritt er zwei Spiele in der Hauptrunde mit Ostmark-Beteiliung und vier Spiele (von der 1. Schlussrunde bis zum Viertelfinale) im Tschammerpokal-Wettbewerb, der sich der Hauptrunde anschloss. Seine letzten beiden Pokalspiele bestritt er am 14. Juni 1942 beim 5:2-Sieg über den SK Admira Wien (2. Hauptrunde) und am 21. Juni 1942 bei der 1:4-Niederlage beim SK Rapid Wien (3. Hauptrunde).

### Auswahlmannschaft
Als Spieler der Gauauswahlmannschaft Donau-Alpenland kam er einzig am 7. September 1942 im Wiener Praterstadion im Halbfinale gegen die Gauauswahlmannschaft Niederrhein zum Einsatz, die Begegnung vor 30.000 Zuschauern wurde jedoch mit 0:1 verloren. 